# Svatý Gothard
Svatý Gothard z Hildesheimu (někdy také psán Gothahardus, Gotardus, Godehardus, Gotthard či Godehard) (960 Reichersdorf u Niederalteichu, 5. května 1038 Hildesheim) byl bavorský benediktin, misionář, postupně opat čtyř klášterů, a dále biskup z Hildesheimu, patron řádu benediktinů a světec.

## Život

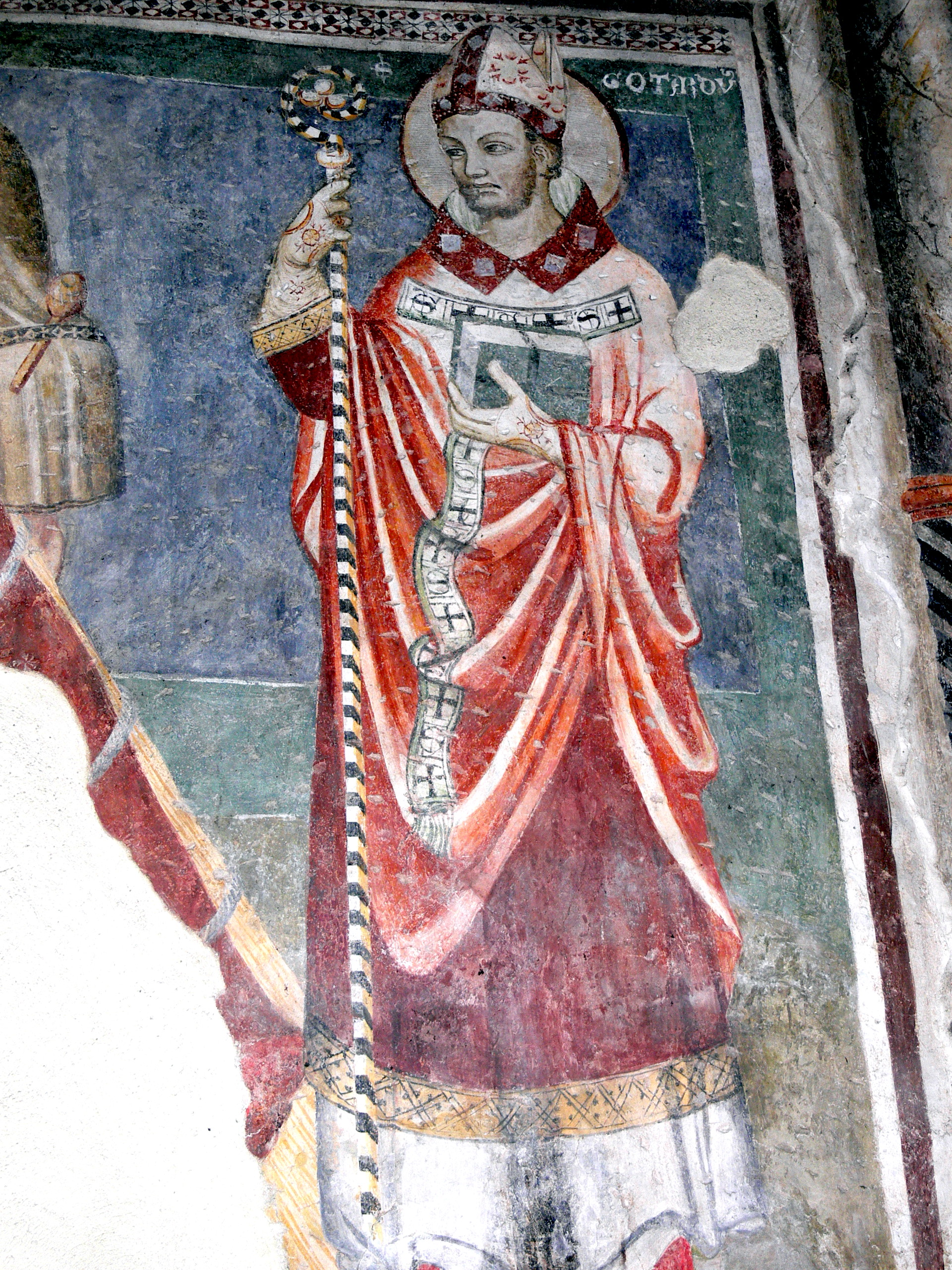
Sv. Gothard na fresce ze 14. století, Dervio Lombardie

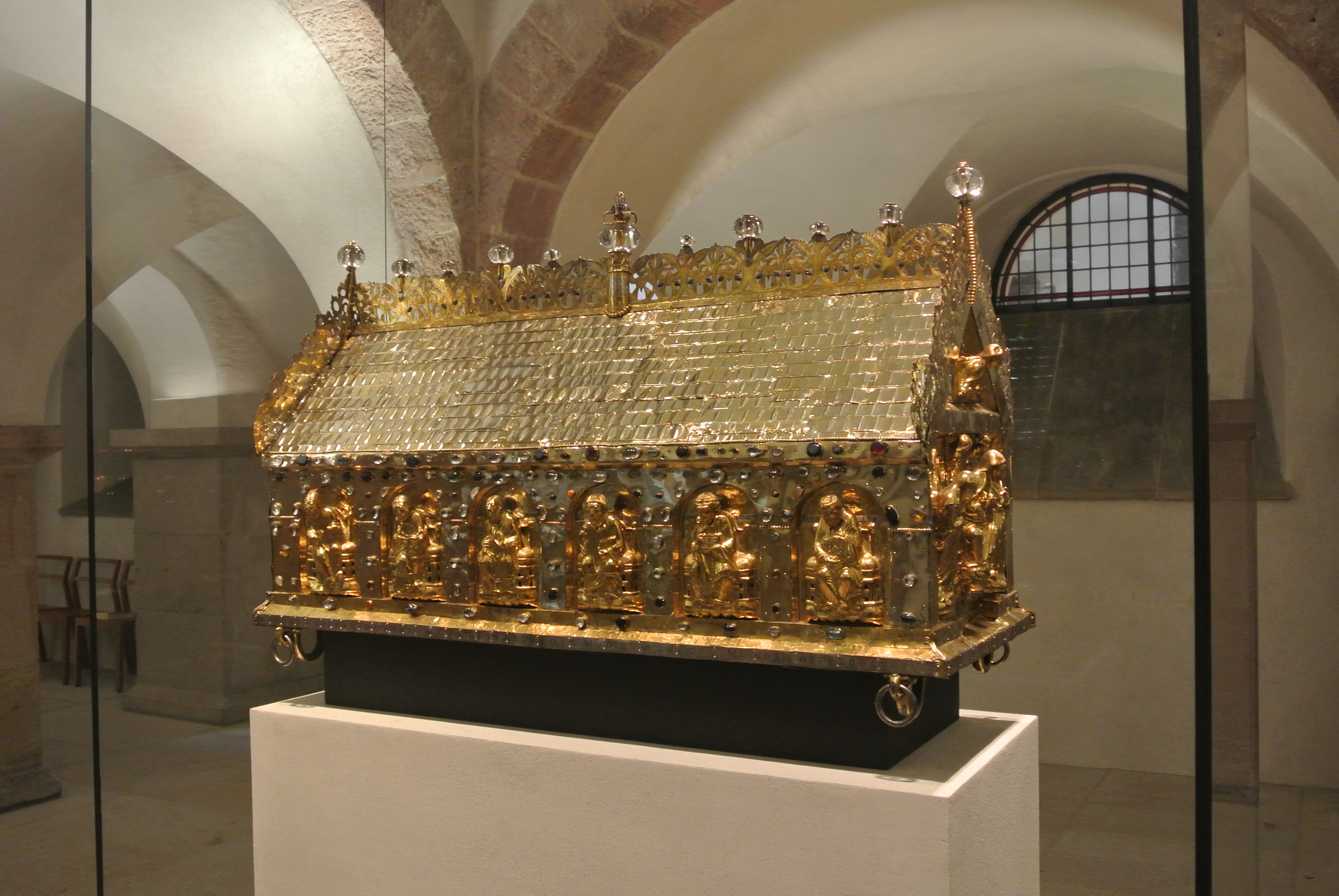
Románská relikviářová skříň s ostatky sv. Gotharda v kryptě dómu v Hildesheimu

Podle životopisce Wolfherra měl Gothard otce Ratmunda a kněžské svěcení přijal v 31. roce svého věku, jméno matky ani místo narození není dobovými prameny doloženo, podle pozdější tradice to měl být dvůr nedaleko vsi Niederalteichu. V devatenácti letech se spolu s arcibiskupem Frederikem Salcburským dostal do Říma a stal se tam knězem – děkanem. Roku 990 se stal mnichem benediktinského řádu v Niederalteichu, roku 996 byl zvolen tamějším opatem, úřadu se ujal roku 997. Roku 999 organizačně zajišťoval vyslání mnichů k založení Ostrovského kláštera. V letech 1001 a 1002 byl opatem kláštera v Tegernsee, v letech 1005–1012 kláštera v Hersfeldu a v letech 1007–1013 kláštera v Kremsmünsteru.
V letech 1022–1038 byl hildesheimským biskupem. Roku 1134 byl papežem svatořečen jako první bavorský biskup. Další podrobné informace viz Životopisy svatých: Světci k nám hovoří (v rubrice "výběr světce podle měsíců" je uvedený 5. května).

## Patrocinium
Je patronem měst Gotha, Ferrara, knížectví Modena, benediktinského opatství v Niederaltaichu, spolupatronem města Hildesheimu, maďarského kláštera cisterciáků a města Szentgotthárd, mnoha benediktinských klášterů a jejich správních území ve střední Evropě a severní Itálii, Gotthardského masivu, jím procházejících tunelů a přilehlého kostela ve švýcarských Alpách.
V Čechách mu benediktini z kláštera na Ostrově u Davle již ve 12. století zasvětili kostel svatého Gotharda ve Slaném; v Čechách i jinde je kostelů zasvěcených svatému Gothardovi více.
Je také patronem zedníků.

## Ikonografie
Bývá vyobrazen – zejména ve vrcholném a pozdním středověku – jako stojící opat či prelát v pontifikáliích s berlou a mitrou, někdy ve dvojici nebo ve skupině s dalšími biskupy nebo řádovými patrony benediktinů. U nohou může mít draka, v ruce model kostela. Sedící bývá vyobrazen u pultu, jak píše a je obklopen knihami. Ve scénách se objevuje, jak křísí mrtvého nebo zakládá kostel.
V dómském pokladu v Hildesheimu je uložena jeho berla ze slonoviny s rytou jmenovkou majitele na kovovém prstenci.

#### Prameny
- Vita Godehardi episcopi Hildenesheimensis auctore Wolfheri. In: Georg Heinrich Pertz u. a. (Hrsg.): Scriptores (in Folio) 11: Historiae aevi Salici. Hannover 1854, s. 162–221 (Monumenta Germaniae Historica)
- Translatio Godehardi episcopi Hildesheimensis. In: Georg Heinrich Pertz u. a. (Hrsg.): Scriptores (in Folio) 12: Historiae aevi Salici. Hannover 1856, S. 639–652 (Monumenta Germaniae Historica)